# Miguel Serveto
Miguel Serveto (29. september 1511 – 27. oktober 1553) – på spansk Miguel Servet, på latin Michael Servetus – var en spansk teolog, læge og humanist. Blandt hans interesser var flere videnskaber: astronomi og meteorologi; geografi, retsvidenskab, bibelstudier, matematik, anatomi og medicin. Han er velrenommeret især i medicin og teologi.

## Tidligt liv og uddannelse
Miguel Serveto blev født i Villanueva de Sijena, Huesca i Spanien i 1511, sandsynligvis 29. september, som er hans skytshelgens dag. Nogle kilder angiver en tidligere fødselsdato baseret på Servetos egne angivelser af at være født i 1509. Han stammer på fædrene side fra landsbyen Serveto i aragonske Pyrenæer, hvorfra efternavnet stammer. På mødrene side stammer han fra konverterede jøder fra Monzón-området. I 1524 sendte hans far, Antonio Servet, som var notar ved det kongelige kloster i Sijena i nærheden, den unge Miguel på universitet, sandsynligvis i Zaragoza eller Lérida. Serveto havde to brødre: Den ene blev notar som deres far, mens den anden blev katolsk præst. Serveto havde flair for sprog og studerede latin, græsk og hebraisk. Som femtenårig gik Miguel i tjeneste hos en franciskanermunk Juan de Quintana, der var inspireret af Erasmus af Rotterdam, og læste hele Bibelen på dens originale sprog fra manuskripter. Senere studerede han jura ved Toulouse Universitet fra 1526, og under dette ophold blev han mistænkt for at deltage i protestantiske studerendes hemmelige møder og aktiviteter.
I 1529 rejste Serveto med Quintana i Tyskland og Frankrig; Quintana var Karl 5.'s skriftefader. I oktober 1530 besøgte Serveto Johannes Oecolampadius i Basel, hvor han boede i omkring ti måneder og sandsynligvis tjente til sit ophold som korrekturlæser for en bogtrykker. Allerede på det tidspunkt udbredte han sine tanker og sin tro. I maj 1531 mødte han Martin Bucer og Fabricius Capito i Strasbourg, og to måneder senere i juli udgav han De trinitatis erroribus ("Om fejlene i treenigheden"). Året efter udgav han Dialogorum de Trinitate ("Dialoger om treenigheden") og De lustitia Regni Christi ("Om Kristi herredømmes retfærdighed").
I disse bøger hævdede Serveto, at troen på treenigheden ikke er baseret på bibelsk lærdom, men mere på fejlagtig lærdom fra (græske) filosoffer. Han betragtede sig selv som anfører for en tilbagevenden til evangeliernes og de tidlige kirkefædres simpelhed og autenticitet. Blandt andet håbede han på, at kristendommen ved at fjerne sig fra dogmet om treenigheden ville blive mere tiltrækkende for jødedom og islam, der var forblevet strengt monoteistiske religioner.
Serveto stadfæstede, at det guddommelige logos, som var en manifestation af Gud og ikke en selvstændig guddommelig person, blev samlet i et menneske, Jesus, da Guds ånd besvangrede Jomfru Maria. Det var først fra undfangelsen, at Sønnen faktisk blev skabt. Derfor var Sønnen ikke evig, men blot det logos, hvorfra han blev skabt. Af denne grund benægtede Serveto altid, at Kristus var den "evige Søn af Gud", men sagde i stedet, at han ganske enkelt var "Søn af den evige Gud". Denne teologi var helt original, men er alligevel ofte blevet sammenlignet med adoptionisme, sabellianisme eller modalisme, der alle var gamle kristne kætterholdninger. Under stærkt pres fra såvel katolikker som protestanter modificerede Serveto i et vist omfang sine forklaringer i den anden bog, Dialoger, til at gøre logos samtidig med Kristus. Dermed blev hans holdning næsten identisk med det præ-nikænske synspunkt, men han blev stadig beskyldt for kætteri på grund af sin insisteren på at benægte treenighedens dogme samt individualiteten af de tre guddommelige væsener i én Gud.
Han tog pseudonymet Michel de Villeneuve (dvs. "Miguel fra Villanueva") for at undgå kirkens forfølgelser af ham på grund af hans religiøse arbejder. Han studerede ved College Calvi i Paris i 1533. Efter en pause vendte han tilbage til Paris for at studere medicin i 1536. Her blev han undervist af blandt andet Sylvius, Fernel og Guinter, der priste ham for sammen med Andreas Vesalius at være sine bedste assistenter ved dissektioner.

## Karriere
Efter studierne i medicin begyndte han at praktisere: Han blev personlig læge for ærkebiskop Palmier i Vienne og var desuden læge for Guy de Maugiron, viceguvernør i Dauphiné. Under sin lægegerning nær Lyon, som varede henved femten år, fik han også udgivet to værker om Ptolemæus' Geografi. Serveto dedikerede sin førsteudgave af Ptolemæus og andenudgave af Bibelen til sin mæcen Hugues de la Porte og dedikerede sin anden udgave af Ptolemæus' Geografi til sin anden mæcen, ærkebiskop Palmier. Under opholdet i Lyon havde Symphorien Champier, en medicinsk humanist, været Servetos mæcen, og de farmakologiske pjecer, som Serveto skrev her, var skrevet i forsvar for Champier mod Leonard Fuchs.
Han fungerede også som korrekturlæser og udgav flere bøger om medicin og farmakologi. I 1553 udgav han et nyt værk med anti-treenighedssynspunkter med titlen Christianismi Restitutio. Han havde år forinden sendt et eksemplar til Jean Calvin og derved startet en brevveksling mellem dem. I sine breve brugte Serveto i starten pseudonymet "Michel de Villeneuve". Calvin skrev til Serveto: "Jeg hverken hader eller afskyr dig; jeg har heller ikke noget ønske om at forfølge dig; men jeg vil være hård som jern, når jeg ser dig fornærme en sund doktrin med så stor dristighed." Med tiden udviklede deres korrespondance sig mere og mere ophedet, til Calvin afbrød den. Calvin udviklede et bittert had, ikke blot på Sevetos uortodokse synspunkter, men også på Servetos overlegne ordvalg blandet med personlige skældsord. Calvin skrev om Serveto til sin ven Guillaume Farel 13. februar 1546: "si venerit, modo valeat mea autoritas, vivum exire nunquam patiar" ("Hvis han kommer her og min autoritet har nogen værdi, vil jeg ikke tillade ham at tage herfra igen i live").

## Fængsling og henrettelse
Den 16. februar 1553, mens Serveto var i Vienne, blev han anklaget for at være kætter af Guillaume Trie, en rig handelsmand, der var flygtet til Geneve og var en god ven af Calvin, i et brev til sin fætter Antoine Arneys i Lyon. På vegne af den franske inkvisitor Matthieu Ory blev Serveto sammen med Arnollet, trykkeren af Christianismi Restitutio, forhørt, men de nægtede sig skyldige i samtlige anklager og blev frigivet på grund af manglende beviser. Antoine Arneys blev af Ory bedt om at skrive tilbage til Guillaume Trie for at få beviser.
Den 26. marts 1553 blev bogen og brevene fra Serveto til Calvin sendt til Lyon af Trie. Den 4. april 1553 blev Serveto arresteret af de romersk-katolske myndigheder og sat i fængsel i Vienne, hvorfra han dog undslap igen 7. april. 17. juni blev han in absentia dømt skyldig i kætteri af den franske inkvisition "på baggrund af de 17 breve tilsendt af Jehan Calvin, prædikant i Geneve" og dømt til at blive brændt sammen med sine bøger. En dukke og hans bøger blev brændt i hans fravær.
På flugt til Italien, stoppede Serveto i Geneve, hvor Calvin og hans reformister havde anklaget ham. 13. august 1553 gik han til gudstjeneste hos Calvin i Geneve, men han blev straks genkendt og arresteret efter gudstjenesten og blev igen sat i fængsel samtidig med, at alle hans ejendele blev konfiskeret.
Uheldigvis for Serveto kæmpede Calvin på den tid for at holde sin vigende magtposition i Geneve. Calvins skrøbelige helbred og brugbarhed for staten betød, at han ikke personligt deltog i sagen mod Serveto. Desuden brugte Calvins modstandere Serveto som påskud for at angribe reformatorens teokratiske styre. Det blev derfor et prestigespørgsmål for Calvin at være leder af retsforfølgelsen af Serveto. "Han var tvunget til at fremskynde domfældelsen over Serveto med alle sine midler" . Det var dog Nicholas de la Fontaine, der var den aktive i Servetos retssag og fremførte de beviser, der lå til grund for hans dom.
Ved rettergangen blev Miguel Serveto dømt for to ting: Udbredelsen og prædiken af nontrinitarisme og anti-pædobaptisme (barnedåb) . Om barnedåb havde Miguel Serveto sagt: "Det er djævelens opfindelse, helvedes usandhed for at ødelægge al kristenhed". Uanset grunden hertil, om det så var irritation eller dårlig behandling, var udtalelser som denne om, at udbredte kristne traditioner var "djævelens opfindelse", et alvorligt problem i hans forsøg på at skabe sig fortalere. Alligevel undsagde Sebastian Castellio henrettelsen og blev en stærk kritiker af Calvin på baggrund af hele denne sag.
Under retssagen tilføjede hovedanklageren, der ikke var de la Fontaine, nogle besynderligt lydende anklager i form af spørgsmål, hvoraf det mest besynderlige vel nok var "om han er gift, og hvis han svarer, at det er han ikke, skal han spørges om hvorfor han, i betragtning af sin alder, har kunnet afholde sig fra ægteskab så lang tid". Til denne forblommede beskyldning for ukyskhed svarede Serveto, at brok for længst havde gjort ham ude af stand til at begå denne specifikke synd. Mere uforskammet for moderne ører er nok spørgsmålet "om han ikke vidste, at hans doktrin var ødelæggende, idet han derved favoriserede jøder og tyrker ved at undskylde dem, og om han ikke havde studeret Koranen for at modbevise og bestride doktrinen og den religion, som de kristne kirker hylder, sammen med andre profane bøger, som godtfolk bør afholde sig fra i religiøse spørgsmål ifølge Paulus' doktrin".
Selv om Calvin mente, at Serveto fortjente døden for sine "afskyelige blasfemier", håbede han ikke desto mindre, at det ikke ville blive på bålet, da han hældede mod en mildere straf. Calvin udtrykte disse følelser i et brev til Farel skrevet omkring en uge efter Servetos arrestation. Heri berører han også brevvekslingen mellem ham selv og Serveto. Calvin skriver:
...efter han [Serveto] blev genkendt, tænkte jeg, at han skulle anholdes. Min ven Nicolas [de la Fontaine] stævnede ham for alvorlige anklager, idet han tilbød sig selv som sikkerhed ifølge lex talionis. Den følgende dag anførte han fyrre skrevne anklager mod ham. Først søgte han at knibe sig udenom. Derefter blev vi anklaget. Uforskammet spottede han mig, som om han betragtede mig som forhadt af ham. Jeg svarede ham, som han fortjente ... om mandens uforskammetheder vil jeg ikke udtale mig; men hans galskab var sådan, at han ikke tøvede med at sige, at djævle besad guddommelighed; ja, at mange guder var i individuelle djævle, efter som guddommelighed havde materialiseret sig i disse på samme måde som i træer og sten. Jeg håber, at han i hvert fald får dødsstraf; men jeg ønsker, at straffens hårdhed bliver mildnet.
Idet Serveto ikke var borger i Geneve og derfor legalt højst kunne forvises, blev andre schweiziske kantoner (Zürich, Bern, Basel, Schaffhausen) konsulteret, og disse gik entydigt ind for hans dom og henrettelse. I det protestantiske Basel blev salget af hans bog forbudt. Martin Luther fordømte hans skrifter med stærke ord. Serveto og Philip Melanchthon havde stærkt fjendtlige opfattelser af hinanden. De fleste protestantiske reformatorer betragtede Serveto som en farlig radikal, og begrebet "religiøs frihed" eksisterede ikke på det tidspunkt. Den katolske verden havde også fængslet ham og dømt ham til døden, hvilket tilsyneladende ansporede Calvin til samme strenghed. De, der var mod hans henrettelse, en gruppe kaldet "Libertinerne", pådrog sig det meste af den kristne verdens vrede.
24. oktober 1553 blev Serveto dømt til døden på bålet for at benægte treenighed og barnedåb. Da Calvin anmodede om, at Serveto skulle henrettes ved sværdet i stedet for på bålet, irettesatte Guillaume Farel ham i et brev fra 8. september for upassende mildhed. 27. oktober 1553 blev Miguel Serveto brændt på bålet lige uden for Geneve. Ifølge legenden skal han have sagt til sine bødler: "I brænder, men det er bare en midlertidig hændelse. Vi kommer til at fortsætte vors diskussion i evigheden". Ifølge historikerne var hans sidste ord: "Jesus, Søn af en evig Gud, forbarm dig over mig".
Calvin udtrykte aldrig anger over sin rolle i Servetos død. Mod slutningen af sit liv skrev Calvin i et brev til Markis de Poët: "Hæder, ære og rigdom skal blive dine pinslers belønning; men frem for alt må du ikke undlade at skaffe dit land af med de slyngler, der ophidser folket til oprør mod os. Sådanne monstre skal udryddes, som jeg har udryddet Miguel Serveto, spanieren".

## Nutidig betydning
På grund af hans benægtelse af treenigheden og efterfølgende henrettelse på bålet for kætteri bliver Serveto ofte betragtet som den første unitariske martyr. Efter som unitarerne og universalisterne har sluttet sig sammen og ændret deres fokus er hans ideer ikke længere særligt relevante for moderne unitarisk universalisme. Enkelte lærde hævder, at han havde mere til fælles med sabellianisme eller arianisme, eller at han stod for helt sin egen teologi. Hvorom alting er, så findes der flere unitariske universaliske kirker og samfund opkaldt efter ham i USA.
Serveto var den første europæer, der beskrev lungernes funktion, skønt det ikke blev anerkendt i bredere kredse i hans samtid. Der var flere grunde hertil. Den ene var, at beskrivelsen optrådte i den teologiske afhandling, Christianismi Restitutio, og ikke i en medicinsk bog. Desuden blev de fleste kopier af denne bog brændt kort efter udgivelsen i 1553. Tre kopier overlevede, men de forblev skjulte i årtier. Det var først med William Harveys dissektioner i 1616, at lungernes funktion blev bredt forstået af lægerne. I 1984 skiftede en hospital i Zaragoza navn fra José Antonio til Miguel Servet. Det er nu et universitetshospital.